# 周震藻
周震藻，一作周宸藻，字質庵，號端臣，浙江嘉善縣人。清朝政治人物。

## 生平
順治十二年（1655年）乙未科進士，改庶吉士。未散館，于順治十三年（1656年）特改陝西道監察御史。順治十四年，任兩淮巡鹽御史。有《柿葉齋集》。

## 家族
父周宗文，萬曆四十四年進士；为長子，